# La Ligua
La Ligua ist eine Stadt in der Mitte des südamerikanischen Anden-Staates Chile. Sie liegt in der Región de Valparaíso. Sie hat etwa 35.000 Einwohner (Stand: 2017).

## Geografie und Klima
Die Stadt liegt etwa 154 km nordwestlich von Santiago de Chile und rund 110 km nördlich von Valparaíso.
Das Klima ist in aufgrund der nahen Pazifikküste angenehm. Im Sommer liegt sie bei 28 °C und im Winter bei 4 °C.

## Geschichte
Die Stadt wurde am 21. Juni 1754 von Gouverneur Domingo Ortíz de Rozas gegründet. Damals hieß die Stadt noch Villa Santo Domingo de Rozas. Der Name der Stadt leitet sich vom indianischen Wort Lihuén ab. In der Gegend um die Stadt und im Valle Hermoso wurde schon früh Gold abgebaut, später kam die Landwirtschaft und die Strickwarenindustrie dazu.
Am 8. Juli 1971 erschütterte ein Erdbeben der Stärke 7,8 Mw die Region von La Ligua. Es verursachte den Tod von 83 Menschen und führte zu 447 Verletzten.

## Sehenswürdigkeiten
Die Stadt verfügt über ein archäologisches Museum, das Museo de La Ligua. Es zeigt die Geschichte der Stadt sowie die Geschichte der Strickwarenindustrie.
In der Nähe liegt Catapilco, wo man alte Goldminen besichtigen kann. Zehn Kilometer östlich der Stadt liegt Las Chorreadas mit seinen Thermalquellen. Im Valle Hermoso am Río Ligua liegen ältere Werkstätten zur Herstellung von Strickwaren.
Wichtige eingemeindete Ortschaften an der Küste sind: Los Molles, La Ballena, Pichicuy, Los Quinquelles und Caleta La Ligua.

## Wirtschaft
La Ligua gilt als Textilstadt Chiles. Jedes Jahr im Januar gibt es eine Strickwarenmesse in der Stadt, die Feria del Tejido. Darüber hinaus ist die Stadt einer der chilenischen Orte, die für die Zubereitung von Süßigkeiten (Dulces de La Ligua) bekannt sind.

## Persönlichkeiten der Stadt
- José Olguín (1903–1991), Fußballspieler
- Héctor Puebla (* 1955), Fußballspieler